# Gérard Ansaloni
Gérard Ansaloni, né le 2 juillet 1958 à Sainte-Foy-la-Grande (Gironde), est un poète, auteur, compositeur, orchestrateur, mélodramaturge et interprète français.

## Biographie
Après une formation, notamment en classe de chant au Conservatoire de Bordeaux, il exerce différentes activités artistiques (professeur d’éducation musicale, technicien du son).
Il se tourne en 1993 vers une carrière artistique en participant aux Francofolies de La Rochelle et en se produisant dans différents lieux consacrés à la musique. Il participe à plusieurs émissions comme « Sous les étoiles exactement » ou  « Pollen, les copains d’abord » sur France Inter.
Durant ses études au lycée Camille-Jullian de Bordeaux, et après un bref passage au conservatoire en classe de chant, il assure, en compagnie de son ami Jean Philippe Chaumont, les premières parties de Bernard Dimey, Bernard Lavilliers, Germinal et Gilles Elbaz qui se produisent entre 1975 et 1979 au cabaret du peintre Raymond Nabos « La Cour des Miracles » à Bordeaux.
L’ami Jean Philippe, décédé tragiquement pendant sa vingt-cinquième année, deviendra un des thèmes récurrents de la poésie de Gérard Ansaloni. Ami, de même, d’Olivier Cacouault, compositeur de chants pour chorale, il apprend de lui les règles de versification.
On le retrouve durant les années 1987 et 1988 à Paris se formant aux nouvelles techniques de la musique assistée par ordinateur (MAO) à la faculté Saint Charles, département audiovisuel de la Sorbonne. Il compose durant ces années pour Nathalie Corène (Nuit de Jazz, Partir..) et pour des ami(e)s de rencontre (Le petit houx, Adeline, Romans noirs..). Il peaufine ses « Humanités » au Studio Do de Michel Eskenazi en tant que technicien MIDI (Musical Instrument Digital Interface) durant l’année 1989, année pendant laquelle il travaille avec l’initiateur de la musique Hip-Hop en France : DJ Dee Nasty,,. Il rencontre aussi cette année-là, la chanteuse Amina venue enregistrer au studio Do et le producteur Martin Meissonnier.
De 1990 à 1995, il met à profit ses connaissances acquises dans le domaine de la composition, de la programmation sur ordinateur et de l’écriture poétique en rédigeant d’innombrables textes et musiques.
En 1996, alors qu’il a 38 ans, Pierre Barouh, créateur des éditions Saravah, lui propose d’enregistrer un premier album ; ce sera  Le Banquet, mélange de psalmodie et de musique pour grand orchestre initiant le slam à la française,. Entre 1995 et 2000 il se produit au Café de la Danse, à l’Espace Kiron, aux Francofolies, puis au Canada dans le cadre du festival de la Poésie de Trois rivières, toujours en compagnie de Pierre Barouh, à Montréal, à Québec.. Il côtoie par l’intermédiaire de son éditeur Françoise Kucheida, Daniel Mille, Bïa, Pierre Louki, Fred Poulet, Eric Guilleton, Aram Sédéfian, Gérard Pierron .
2000 : c’est l’année de la rencontre avec Matthias Vincenot, chargé de Cours de Civilisation Française à la Sorbonne, qui lui propose plusieurs interventions dans le cadre de manifestations, débats et tours de chant entre les murs de la dite Sorbonne. En 2001 Matthias Vincenot l’invite à figurer dans la première édition de l’Anthologie des nouveaux poètes français et francophones (éd. Jean Pierre Huguet). Cette anthologie, signée M. Vincenot et Jean Luc Favre, fera l’objet d’une seconde édition en 2003. Sept poèmes de Gérard Ansaloni figurent dans cette anthologie.
En 2002, il produit son deuxième album chez Saravah : La Mort de la Vierge, album dans lequel sera faite la part belle au compositeur Olivier Cacouault qui signe cinq musiques pour chorale. L’album compte 22 titres dont la « Suite pour la fin du siècle » qui totalise à elle seule 20 minutes de texte et de musique allant du jazz à la musique aléatoire. Notons l'intervention d'Étienne Brunet au saxophone dans ce dernier titre.
En septembre 2004, après un tour de « dire » à la médiathèque de Saint Herblain, un texte d’Ansaloni figure dans un cahier spécial et luxueux édité par cette même médiathèque. Le texte, « La pauvre quête », est illustré par François Supiot.
En 2006 sont publiées « Les humanités poétiques », roman autobiographique, dérisoire et truculent récit des aventures artistiques de Gérard Ansaloni, suivi en 2010 d'un second volet : « Le forfaire » puis d'un troisième volet en 2018 : « Les dix rouleaux de Touenhouang ».
Parallèlement, Gérard Ansaloni propose ses premiers poèmes graphiques au public dans le cadre d'une exposition personnelle, Les jardins de Musée, implantée en novembre 2015 entre les murs du Kawa Coffe House de Boulogne. Une deuxième exposition est proposée en juillet 2024 dans le cadre de l'Abbaye de Belval, en Pas de Calais.
En 2024, Gérard Ansaloni est bénéficiaire du Fonds de Soutien pour le Développement de la Poésie 2024 remis par la SACEM.
Il vit et travaille actuellement à Boulogne-sur-Mer.